# Ruska književnost
Ruska književnost uključuje književnost Rusije i njenih emigranata, kao i književnost nezavisnih naroda koji su kroz povijest živjeli zajedno s Rusima u istoj državnoj zajednici poput Ruskog Carstva ili Sovjetskog Saveza, a napisana je na staroslavenskom, staroruskom ili suvremenom ruskom jeziku. Ona započinje najranijim staroruskim djelima, već od 900. godine, a traje do danas. Ruska književnost obuhvaća jedne od najpopularnijih romana, drama i pjesama današnjice. Stručnjaci rusku književnost uglavnom dijele na 4 perioda:
1) Staroruska književnost (od X. do XVII. stoljeća)

2) Moderna ruska književnost (od XVII. stoljeća do 1917.)

3) Ruska književnost tijekom Sovjetskog Saveza (od 1917. do 1991.)

4) Postsovjetska ruska književnost (od 1991. do danas)
Iako je velika većina djela ruske književnosti pisana na ruskom, neka djela pisana su i na staroslavenskom jeziku, koji je bio prvi jezik u Rusiji koji se pisao.
Većina ranijih ruskih djela su religijska djela u tradiciji s Istočnom pravoslavnom crkvom. Zapad je Rusiju upoznao s nereligijskom književnošću, a to se najviše vidi u XVII. i XVIII. stoljeću, kada se najviše očituje utjecaj francuske književnosti. Na početku XIX. stoljeća, u Rusiji se pojavila domaća tradicija, zajedno s piscima kao što su Lav Nikolajevič Tolstoj, Fjodor Mihajlovič Dostojevski, Aleksandar Sergejevič Puškin i Anton Pavlovič Čehov. Nakon 1917., uspostavom SSSR-a, ruska književnost bila je pod najstrožom kontrolom, no 1991., nakon raspada SSSR-a, ruska književnost ulazi u novi period literarne slobode.

## Staroruska književnost
Stručnjaci starorusku književnost uglavnom dijele na dva perioda: Kijevski i Moskovski. Kijevski period traje od X. stoljeća pa do polovice XIII. stoljeća. U tom periodu Kijev je bio glavno središte ruskog, ukrajinskog i bjeloruskog kulturnog života i jedno od najvažnijih središta srednjovjekovne Europe. Godine 1240. nomadski narodi iz Azije, Tatari, ušli su i uništili Kijev pa je kulturni život premješten iz Kijeva u Lavov u sklopu Galičko-Volinjskog Kraljevstva, ali i Moskvu koja se našla pod tatarskim protektoratom u sklopu Velike kneževine Moskve. Moskovski period obuhvaća razdoblje koje je trajalo od duge polovice XIII. stoljeća do XVII. stoljeća. Velika većina staroruske književnosti obuhvaća povijesne kronike i religijska djela pod utjecajem Ortodoksne Crkve.

### Kijevski period
Prva djela staroruske književnosti nisu pisana na staroruskom jeziku, nego na staroslavenskom, jeziku koji je bio prvi pisani jezik u Kijevskoj Rusi i na prostorima današnje Rusije. Staroslavenski je prvi put pisan u IX. stoljeću, kada su ga Ćiril i Metod koristili kako bi pokrštavali Slavene. Staroslavenski je postao liturgijski jezik Pravoslavne crkve, koja je tada upravljala svim događajima u Kijevskoj Rusi. Godine 988. Vladimir I., Veliki knez Kijeva, postao je kršćanin i tada je kršćanstvo učinio službenom religijom Kijevske Rusi. S njegovim pokrštavanjem stvorila se potreba da se vjerski tekstovi, mise i biografije svetaca prevode s grčkog na staroslavenski. Sa sve većim razvojem pismenosti u Kijevskoj Rusi, sve je više djela prevođeno na staroslavenski. Naposljetku, staroslavenski jezik je u Rusiji bio službeni jezik do XVII. stoljeća.
Prihvaćanje pravoslavne vjere u Kijevskoj Rusi pa tako i samoj Rusiji omogućilo im je čitanje djela iz susjednog Bizantskog Carstva. Bizantski tekstovi bili su inspiracija za prve tekstove nastale tijekom ovog perioda: propovjedi, biografije svetaca i povijesne kronike. Najznačajnija propovijed tog doba, Propovijed o zakonu i blagodati (1050.?; Slovo o zakone i blagodati), zapravo je složen govor kojeg je napisao tadašnji vođa pravoslavne crkve, Ilarion Kijevski. To se danas uglavnom smatra prvim djelom ruske, ukrajinske i bjeloruske književnosti. U XI. stoljeću pojavila se i priča skupine anonimnih autora koja govori o prvim staroruskim svecima Borisu i Glebu. Djelo Povijest prošlih vremena ili Prva ruska kronika (1113.?; Povest’ vremennykh let), koje se pripaja svećeniku Nestoru, govori o povijesti Istočnih Slavena (Rusa, Ukrajinaca i Bjelorusa) do godine 1110. Najslavnije djelo ovog perioda je ep Slovo o polku Igoreve (1185.?, Slovo o polku Igoreve ) koja u liričnoj, ritmičnoj prozi govori u neuspjelom pohodu kneza Igora protiv jednog nomadskog naroda iz Azije. Baš zbog svog načina pisanja, koji se izuzetno ističe od ostalih djela tog perioda, stručnjaci osporavaju njegovu autentičnost, no isti ti stručnjaci tvrde da su vokabular i gramatika djela autentični.

### Period Moskovske kneževine
Godine 1240. Tatarska vojska okupirala je Kijev i tako završila jedan od velikih kulturnih perioda. Sljedećih 200 godina, veći dio Rusije bio je pod Tatarskom okupacijom, pa je književnost stagnirala. Utjecaj Kijeva je opadao, ali se stvarao utjecaj novog kulturnog središta - Moskve. Do vremena kada je Ivan IV. Grozni postao car, Moskva je već istjerala sve Tatare, ojačala je i proširila svoju vlast sve do Urala. No, 1453. Rusija je odvojena od Bizantskog Carstva, njezinog primarnog izvora kulture. To se dogodilo zbog Osmanskog zauzimanja Konstantinopola, glavnog središta Bizanta i Pravoslavne crkve. Osmanlije su Bizant odvojile od ostatka svijeta, te su tako izolirale Rusiju. Rusija je tako propustila renesansu i sve do XVIII. stoljeća bila je izolirana od kulturnog razvoja na zapadu. 
Ruska književnost producirala je djela, svjetovna i vjerska, no ona su uglavnom prikazivala želju moskovskih vladara za moći. Priče i pjesme kao što je Bitka kod Dona (1390.?; Zadonščina) slavile su pobjede Rusa nad Tatarima. Ostala djela opravdavala su želju Rusije za vodstvom nad Pravoslavnom crkvom i tvrdnje da se crkvena prijestolnica preselila iz Rima (Rimsko Carstvo) u Konstantinopol (Bizantsko Carstvo), pa iz Konstantinopola u Moskvu (Rusko Carstvo). Mnoga već postojeća djela su sakupljena i razvrstana, što je pokazalo želju vlasti da sistematizira vjerski, kulturni i politički život. Jedna od najzanimljivijih kompilacija takvih pravila je Domostroi (Kućni red), koji osim pravila za svakodnevno održavanje kuće nudi i moralne norme. Domostroi nije pravo književno djelo, no daje dobar uvid u ideologiju i svakodnevnicu Rusije u XVI. stoljeću.

### 17. stoljeće
Moskovski period je obilježio niz političkih skandala koji su započeli u XVII. stoljeću. U književnosti, to je označilo kraj staroruske književnosti. Većina djela bila je pod nadzorom ili crkve ili cara, a na nju je počeo dolaziti utjecaj sa Zapada. To je rezultiralo ruskim širenjem na zapad, borbom s drugim narodima i, kasnije, fascinacijom cara Petra I. Velikog europskom kulturom. Počele su izlaziti prve tiskane knjige, iako su bile malobrojne. Gotovo sve su bile vjerske tematike. Prijevodi (uglavnom s poljskog) pustolovnih priča i romansi donijele su u Rusiju nereligijsku zapadnjačku književnost. Glavni tipovi djela (biografije svetaca i povijesne kronike) bile su i dalje prisutne u Rusiji, no s puno više nereligijskih obilježja. Najznačajniji primjer toga je Život arhiđakona Avvakuma  (1672. – 1673.; Žitie protopopa Avvakuma). U toj biografiji, Avvakum je prikazan kako brani tradiciju od dolaska novih promjena. To radi na jeziku koji je sličniji tadašnjem ruskom, nego staroslavenskom. 
Prvi put u povijesti, Rusi su počeli pisati pjesme po uzoru na Zapad, a 1678. i 1679. izlaze i prve ruske drame koje je napisao Simeon Polotski. U fikciji, evidentan utjecaj zapadnjačkih pustolovnih priča (kao Don Quijote Miguela de Cervantesa) vidi se u djelima kao što su Priča o Savi Grudcinu (1660.?; Povest’ o Savve Grudtsine) i Priča o Frolu Skobejevu (kraj XVII. stoljeća; Povest’ o Frole Skobeeve ). Prva je moralistička priča, dok je druga napisana čisto za užitak čitatelja.

## Moderna ruska književnost
Moderna ruska književnost nastala je kada su ruski pisci razvili karakterističan, ruski, stil pisanja. U XVIII. stoljeću, ruski jezik je konačno u potpunosti zamijenio staroslavenski jezik. Vladari kao Petar I. Veliki i Katarina II. Velika uvelike su potpomagali piscima i tako doprinijeli razvoju književnosti.

### 18. stoljeće
Petar I. Veliki, koji je vladao od 1682. do 1725., započeo je proces europeizcaije ruskog višeg staleža upoznavajući ga s idejama i mislima Zapada. Taj proces nastavili su i njegovi nasljednici nakon njegove smrti. Kako su se ideje Zapada širile Rusijom, tako je rasla i želja za književnošću. Carica Katarina II. Velika, koja je vladala od 1763. do 1796., i sama je bila književnica, tako da je svoj dvor pretvorila u književno središte. Najznačajniji uzori Rusima bili su Francuzi, no s vremenom su i oni sami nalazili inspiraciju. To XVIII. stoljeće nije bilo posebno plodno, no ono je postavilo temelje za kasniju književnost koja je Rusiji i svijetu prikazala veliku raznolikost događaja, likova i misli.  
Najvažnija intelektualna ličnost u XVIII. stoljeću u Rusiji bio je Mihail Vasiljevič Lomonosov. Rođen na selu, Lomonosov se uzdigao da bi postao jedan od najznačajnijih ruskih pisaca i znanstvenika. Lomonosov je pokušao razjasniti odnose između staroslavenskog u tadašnjeg ruskog. Predložio je stvaranje tri stila: visokog, srednjeg i niskog. Svaki od njih bi se koristio za različiti žanr. Najznačajniji pjesnik tog doba bio je Gavrila Deržavin, koji je u svojim djelima kombinirao elemente poezije i proze. Najznačajniji dramatičar bio je Denis Fonvizin. Njegove drame Brigadir (1768. – 1769.) i Nedorasli (1782.; Nedorosl’) satiriziraju život viših staleža. 
Originalna proza razvijala se sporije nego poezija i drama, tako da je ona uglavnom imitirala pustolovne i ljubavne priče Zapada. Najzanimljivije nefikcijsko djelo ovog perioda je Put iz Petrograda u Moskvu (1790.; Putešestvie iz Peterburga v Moskvu), čiji je autor Aleksandr Radiščev. Djelo kritizira zemljoposjednike koji muče seljake koji formiraju vlastitu zemlju. Djelo je autoru donijeli desetogodišnji izgon na Sibir. Nikolaj Karamzin je osnovao ruski prozni stil u svom djelu Povijest ruske države (1818. – 1824.; Istoriia gosudarstva rossiiskogo). Njegova sentimentalna priča Jadna Liza (1792.; Bednaia Liza) uvelike je modelirana prema francuskoj književnosti, no ruskoj književnosti je predstavila psihološki motiv.

### 19. stoljeće
Najpoznatiji period ruske književnosti na Zapadu je sigurno XIX. stoljeće. U njemu se pojavljuju neki književni velikani kao Aleksandar Sergejevič Puškin, Mihail Jurjevič Ljermontov, Nikolaj Vasiljevič Gogolj, Ivan Sergejevič Turgenjev, Lav Nikolajevič Tolstoj, Fjodor Mihajlovič Dostojevski i Anton Pavlovič Čehov koji su napisali neka od najznačajnijih djela svjetske književnosti.

#### Puškin i zlatno doba poezije
Prvih nekoliko desetljeća XIX. stoljeća u rusku su književnost donijela velik broj mladih i talentiranih pisaca. Najveći napreci u ovom periodi vide se u tzv. Zlatnom dobu poezije, koje je započeo Aleksandar Sergejevič Puškin. Puškin je jako dobro poznavao književne pokrete koji su se u to vrijeme izmjenjivali na Zapadu. Odgojen je kao klasicist sa striktnim književnim normama, no kasnije je preuzeo romantizam, pokret koji je naglašavao individualnu kreativnost i maštu. Iako je vrlo mlad poginuo u dvoboju, Puškin je za sobom ostavio barem jedan primjer za današnje najpopularnije književne žanrove: lirska poezija, narativna poezija, roman, kratka priča, esej, drama, pa čak i pisma.
Puškinovo najznačajnije i najpoznatije djelo je roman u stihovima Jevgenij Onjegin (1823. – 1831.; Eevgenij Onegin). Sam roman ima jako jednostavnu radnju: govori o neostvarenoj ljubavi između naivne provincijalke Tatjane (Tanje) i izmorenog pokvarenjaka Jevgenija Onjegina. Nezaboravni pripovjedač u djelo ubacuje ironične komentare, ne samo na njihovu ljubav, nego i na rusko društvo, poeziju, vlastiti život i smisao života. Roman je sastavljen od četrnaesteraca, što daje strukturu i red djelu punom digresija. No, za većinu Rusa, Puškinov genij ležao je u njegovoj poeziji. Njegove pjesme si i do dandanas nalaze na vrhovima ruske književnosti.
No, Puškinova poezija nije se pojavila niotkud. Među njegove prethodnike spada i Vasilj Andrejevič Žukovski, jedan od prvih ruskih romantičara koji je pisao, ali i prevodio poeziju. Mnogi Puškinovi suvremenici bili su pjesnici, no samo je Evgenij Abramovič Baratinski, koji je pisao filozofsku poeziju, bio rival Puškinu. Mihail Jurjevič Ljermontov, koji je umro 1841., smatra se zadnjim pjesnikom Zlatnog doba. Ljermontovljevi junaci i mjesta radnje predstavljaju vrhunac ruskog romantizma. Njegova najpoznatija duga pjesma, Demon (1829. – 1839.; Demon), govori o palom anđelu koji se zaljubi u jednu gruzijsku princezu. Cijela radnja smještena je na gorje Kavkaz.
Pjesnici koji su stvarali nakon Zlatnog doba zasjenjeni su od strane romanopisaca koji su već tijekom 1830-ih počeli stvarati izvrsna djela. Fjodor Ivanovič Tjutčev je također pisao filozofsku i ljubavnu poeziju. Afansaj Afansajevič Fet je pisao melodioznu ljubavnu i filozofsku liriku. Fet i Tjutčev su smatrani čistim pjesnicima, no pojavljuju se i tzv. građanski pjesnici koji su kroz poeziju promicali tadašnje političke i socijalne ideje. Najpoznatiji predstavnik tog trenda bio je Nikolaj Aleksejevič Nekrasov, koji je osim pjesnika bio i utjecajan izdavač i urednik. Mnoge njegove pjesme govore u životu seljaka i izražavaju suosjećanje prema običnim ljudima.

#### Proza
Tijekom 1830-ih ruski pisci su počeli producirati neka od najljepših proznih djela u povijesti književnosti. Sam Puškin je započeo taj trend nakon 1830., kada se sve više približavao prozi, a udaljavao od poezije. Pet kratkih priča iz zbirke Belkinove pripovijesti (1831.; Povesti Belkina) i priča Pikova dama (1834.; Pikovaja dama) su parodije tadašnje ruske proze i modeli kratkih priča. Jedini Puškinov roman u prozi Kapetanova kći (1836.; Kapitanskaja dočka), koji je smješten u vrijeme seljačke bune 1773., je tipičan primjer ekonomskog i energetičnog proznog stila. Ljermontov je također pisao prozu u tom periodu. Njegov roman Junak našega doba (1837. – 1840.; Geroj našego vremeni) sastoji se od 5 međusobno povezanih priča koje zajedno daju dobar psihološki prikaz glavnog lika Pečorina. Pečorin je tipičan ruski romantičarski heroj u vojnoj odori čiji se pravi osjećaji skrivaju iza njegove hladne i snobovske vanjštine.

##### Nikolaj Vasiljevič Gogolj
Nikolaj Vasiljevič Gogolj je bio najoriginalniji predstavnik ruske proze XIX. stoljeća. Gogoljeve ranije kratke priče, skupljene u zbirku Večeri na majuru kraj Dikanjke (1831. – 1832.; Večera na khutore bliz Dikanki) su humoristične priče koje jako dobro prikazuju život u njegovoj rodnoj Ukrajini. Njegove mračne i groteskno humoristične priče iz druge zbirke Mirgorod (1835.) prikazuju svijet zasnovan na apsurdu. Ove i druge priča kao što su Nos (1835.) su djela slična nadrealističkoj knjiženosti XX. stoljeća. Gogolj je snažno izrazio svoj pogled na dehumanizaciju ljudskih bića u svojoj možda najpoznatijoj kratkoj priči Kabanica (1842., Šinel). Protagonist priče Akakij Akakijevič Bašmačkin je siromašan činovnik čija je jedina sreća u životu kopiranje službenih dokumenata, a jedina veza koju ostvaruje je ona sa svojom novom kabanicom. Gogoljevo najpoznatije prozno djelo, roman Mrtve duše (1842.; Mertvije duši) satirizira ne samo korupciju provincijske Rusije, nego i opću ljudsku korumpiranost.

##### Ivan Sergejevič Turgenjev
Ivan Sergejevič Turgenjev unaprijedio je i kratku priču i roman, a postao je i prvi ruski pisac koji je dobio sljedbenike izvan Rusije. Svoju slavu stekao je djelom Lovčevi zapisi (1852.; Zapiski ohotnika), koje se sastoji od niza priča koje prikazuju ruralni život i daju portrete seljaka i zemljoposjednika. Zbog svog suosjećajnog portretiranja seljaka, smatra se da je knjiga uvelike doprinijela u ukidanju kmetstva.
Turgenjevljeva trajuća slava uzrokovana je serijom romana napisanih tijekom 1850-ih i 1860-ih. Njegova djela su više europska nego filozofska i psihološka djela njegovih suvremenika Lava Tolstoja i Fjodora Dostojevskog. Radnja njegovih romana događa se u relativno malom vremenskom periodu, romani mu imaju malo likova i jednostavni su. Likovi Turgenjevljevih romana su likovi iz stvarnog ruskog života, a radnja nastaje prema tim likovima. Rijetko ulazi u psihološku analizu, no njegovi likovi se samo potpuno razotkriju, najčešće tijekom neke ljubavne afere. Njegov Rudin (1856.) prikazuje ispraznost liberalnog intelektualca koji se boji voljeti idealnu mladu ženu. Turgenjevljevo remek-djelo Očevi i djeca (1862.; Otci i deti) govori nam o kontroverznom junaku Bazarovu. Kao mladi radikal iz 1860-ih, Bazarov sadrži nepokolebljive ideje koje su izazvane od strane ljubavi i života, te tako umire mlad i sam.

##### Ivan Aleksandrovič Gončarov, Mihail Jevgrafovič Saltikov, Aleksej Feofilatkovič Pisemski i Nikolaj Semjonovič Leskov
Četiri pisca koja nisu toliko znana izvan Rusije kao njihovi suvremenici su također dali znatan doprinos ruskoj prozi; oni su Ivan Aleksandrovič Gončarov, Mihail Jevgrafovič Saltikov, Aleksej Feofilatkovič Pisemski i Nikolaj Semjonovič Leskov. Ivan Aleksandrovič Gončarov je najpoznatiji po svom romanu Oblomov (1859.). Glavni lik Ilja Oblomov je osjećajan lik koji samo želi živjeti miran i spokojan život, idiličnu egzistenciju puno sjećanja iz djetinjstva, na imanju svoje obitelji. Kako bi zadržao tu idilu, on izbjegava bilo kakav kontakt s vanjskim svijetom. Njegov prijatelj Stolz i njegova jedina ljubav Olga uspiju ga jedno vrijeme aktivirati, ali kada on shvaća da njegovoj idili prijeti vanjski svijet, povlači se u svoj dom gdje i umire kao mladić.
Mihail Jevgrafovič Saltikov, koji je svoja djela pisao pod pseudonimom Ščedrin, smatra se drugim najuspješnijim ruskim satiričarom nakon Gogolja. Iako su njegova djela bliže novinarstvu nego književnosti, njegov roman Gospoda Golovljovljevi (1875. – 1880.; Gospoda Golovlevij) ostala je snažna obiteljska kronika. Ovo djelo sasvim preokreće obiteljsku idilu koju su proslavili Gončarov i Turgenjev. Članovi obitelji Golovljev uništavaju sami sebe kroz pohlepu, glupoću i alkoholizam.
Priče i romani Alekseja Feofilatkoviča Pisemskog također se bave ruskim provincijskim životom, a prikazuju ga na sličan način kao i Saltikov. Ambiciozni junak romana Tisuću duša (1858.; Tisiača duš) uspije ostvariti svoj cilj, no zbog toga mora žrtvovati svoju ljubav i mnogo svojih principa.
Nikolaj Semjonovič Leskov je uglavnom poznat kao pripovjedač, no pisao je i satire. U svojim djelima prikazivao je sve slojeve ruskog društva i prikazivao je sve strane ruskog naroda. Leškovljeva najbolja djela predstavljaju čitatelju individualizirane pripovjedače koji pričaju na vlastitom, najčešće visoko stiliziranom, jeziku.

##### Lav Nikolajevič Tolstoj
Lav Nikolajevič Tolstoj, kao i njegov suvremenik Dostojevski, nije bio samo romanopisac, već je bio veliki socijalni i politički mislilac i veliki moralist. U svojim djelima kao i u svom životu Tolstoj je pokušavao otkriti smisao egzistencije. Njegovo prvo djelo Djetinjstvo (1852.; Detstvo) upoznaje nas s barem dvije odlike svih njegovih fikcijskih djela: psihološka analiza likova i moralna ocjena njihovog ponašanja. Te trendove nastavio je i u djelima kao što su Sevastopoljske pripovijetke (1855. – 1856.; Sevastopolskje rasskazij) i Kozaci (1863.; Kazaki).
Tolstojev roman Rat i mir (1865. – 1869.; Vojna i mir) je i obiteljski i povijesni roman, a ta dva dijela su povezana potragom za smislom. Roman je velik u svakom pogledu. Radnja se zbiva u periodu od 15 godina, a mjesta radnje sežu od radnih soba u Moskvi i Sankt-Peterburgu, pa do imanja i bojišnica po cijeloj Rusiji. Roman ima i preko 500 likova od kojih su neki povijesni, a neki fikcijski, no oba tipa likova konstruirana su s velikom pažnjom. Dva glavna junaka djela su skeptični i entuzijastični intelektualac Andrej Bolkonski i Pierre Bezuhov. Andrej i Pierre tijekom djela traže smisao svojih života među neredom Napoleonskih ratova. U isto vrijeme Tolstoj traži objašnjenje za proces same povijesti. Tolstoj je značenje osobne egzistencije i povijesnih procesa pokušao objasniti preko svoje heroine Nataše Rostove.
Tolstojev drugi veliki roman Ana Karenjina (1875. – 1877.; Anna Karenina) se smatra jednim od najboljih romana realizma. Tolstoj ovdje analizira brak i obitelj. Ana Karenjina, supruga koja je visoko rangirana u ruskom društvu, uđe u ljubavnu aferu s mladim vojnim časnikom. Razorena svojim osjećajem krivnje što je napustila obitelj, Ana Karenjina se na kraju baca pod vlak i ubija se. Kao kontrast Aninoj smrti javlja se brak između Konstantina Levina i Kiti Ščerbatski. Iako njihov brak nije posve dobar, a sam Levin sumnja u smisao života, roman završava relativno sretno.
Ova dva romana u potpunosti prikazuju Tolstojev genij. Likovi njegovih romana detaljno su opisani u svakom pogledu. No Tolstoj se baš na vrhuncu stvaralaštva odaljio od književnosti. Nakon duhovne krize tijekom 1870-ih Tolstoj je sastavio doktrinu za koju je mislio da je bit kršćanstva - učenje univerzalne ljubavi i mira. Te ideje iznosio je kroz svoja nefikcijska djela, no u tom periodu napisao je i kraća fikcijska djela kao što su Smrt Ivana Iljiča (1884. – 1886.; Smert’ Ivana Iljiča). No, Tolstoj je napisao još jedan mračni roman Uskrsnuće (1889. – 1899.; Voskresenie), koji je označio kraj njegove karijere kao romanopisca.

##### Fjodor Mihajlovič Dostojevski
Tolstojeva djela prikazuju svijet koji je naizgled sređen i normalan. No, svijet Fjodora Mihajloviča Dostojevskog je izneređen i prikazuje krajnje ekstremitete ljudskog ponašanja.
Ranija djela Fjodora Dostojevskog daju jako dobre primjere psiholoških studija. No njegova su djela tek oko 1860., kada se vratio iz Sibira nakon 10 godina zatvora, dobila pravu dubinu i snagu. Njegova djela analiziraju političke i socijalne probleme tog doba i istražuju vječna filozofska i moralna pitanja. Njegovo djelo Zapisi iz podzemlja (1864.; Zapiski iz podpol’ja) je u potpunosti filozofsko djelo koje istražuje pitanja kao što je slobodna volja. Njegov roman Zločin i kazna (1866.; Prestuplenie i nakazanie) govori o mladom studentu Raskoljnikovu koji iskušava svoju slobodu tako da počini ubojstvo. Njegova intelektualna opravdanja zločina ne pomažu u otklanjanju vlastitog osjećaja grižnje savjesti. Nakon jakih emocionalnih i duševnih patnji, Raskoljnikov se pomiruje sa sudbinom i priznaje zločin.
Njegov roman Idiot (1868. – 1869.) bavi se princem Miškinom, koji je modeliran prema Isusu, čija dobrota i nevinost donose samo nevolje. Miškin se nađe u svijetu vođenim mržnjom, pohlepom i ljubomorom, te se sam upliće u jednu ljubavnu aferu koja završava ubojstvom jedne od glavnih junakinja i njegovim vlastitim mentalnim kolapsom. Njegovo djelo Bjesovi (1871. – 1872.; Besij) kritizira liberale i radikale koji žele izgraditi bezbožni svijet bez ikakvih moralnih principa. U isto vrijeme roman, kroz svog glavnog lika Stavrogina, istražuje granice ljudskog ponašanja i dramatizira ljudski potencijal i za dobro i za zlo.
Dostojevskijev zadnji i najduži roman Braća Karamazovi (1879. – 1880.; Brat’ja Karamazovy) zbraja i proširuje probleme kojima se bavio u svojim ranijim djelima. Ubojstvo ciničnog i pohlepnog Fjodora Karamazova upliće sva tri njegova sina, ali na različite načine. Svaki sin zahtjeva pravdu prema svom karakteru. Dmitrij, koji je osjećajan, traži svoj dio nasljedstva. Aljoša ne uspije zavoljeti svog oca, a njegova sudbina je potresena smrću njegovog duhovnog oca Zosime. Braća se do kraja romana pomiruju i prihvaćaju vlastitu odgovornost za nepravdu u svijetu.

##### Anton Pavlovič Čehov
Anton Pavlovič Čehov je pri kraju XIX. stoljeća uveo revoluciju u kratku priču. Započeo je kao pisac humorističnih priča, pišući mnoge priče za časopise i novine. No, s vremenom je sve ozbiljnije shvaćao svoj talent. Razvio je izrazito objektivan stil koji prikazuje jako dobro prikazuje život likova djela, ali posljednji sud o liku prepušta čitatelju. Tema njegovih priča je uobičajeni svakodnevni život, prepričan u urednoj, ali poetičnoj prozi. Tipična čehovljevska priča ima malo vanjske radnje. Poanta priče najčešće se nalazi zbivanjima unutar jednog lika. Glavni lik jedne od njegovih najboljih priča Dama sa psetancetom (1899.; Dama s sobačkoj) shvaća da žena s kojom ima kratku aferu zapravo postaje ljubav njegovog života. Čehovljeve kratke priče predstavljaju i pregled ruskog života s kraja XIX. stoljeća.

#### Drama
Prije XIX. stoljeća drama je u Rusiji privlačila jako malo pažnje. Do kraja tog stoljeća nastale su neke drame koje spadaju u sam vrh dramske književnosti.
Na početku stoljeća, dva pisca su znatno obilježila dramsku književnost - Aleksandr Sergejevič Gribojedov i Nikolaj Vasiljevič Gogolj. Gribojedov je kroz svoje drame znatno kritizirao moskovsko društvo. Gogoljevo dramsko remek-djelo Revizor (1836.) koristi dobro-znani trik zamjene identiteta kako bi stvorilo izvrsnu satiričnu dramu. Radnja se događa oko Hlestakova, mladog beskorisnog činovnika koji kroz putovanje kroz provinciju, dolazi u mjesto gdje ga zamjenjuju s državnim revizorom. Hlestakov prihvaća sva mita i darove koje mu građani nude i bježi natrag u Sankt-Peterburg. Građani tek tada saznaju da je on bio varalica i da je pravi revizor tek stigao. Puškin i Ljermontov su također, tijekom 1830-ih, napisali neke značajne drame. Puškinova drama Boris Godunov (1831.) je danas rijetko izvođena, ali je ovjekovječena preko istoimene opere Modesta Petroviča Musorgskog. Još jedna Puškinova drama, Mozart i Salieri (1830.; Mozart i Sal’jeri), nije toliko izvođena, ali je ovjekovječena istoimenom operom Nikolaja Andrejeviča Rimski-Korsakova i Oscarom nagrađenim filmom Miloša Formana. Najznačajnija Ljermontovljeva drama je Maskerata (1835.; Maskarad), koja govori o ljubavi i ubojstvu.
Aleksander Nikolajevič Ostrovski je najznačajniji ruski dramatičar sa sredine stoljeća. Njegova najznačajnija drama Oluja (1860.; Groza) govori nam o životu jedne žene i njezinog ljubavnika. Ostali pisci koju su pisali drame su Turgenjev, Pisemski i Tolstoj. Turgenjevljeva drama Mjesec na selu (1850.; Mesjats v derevne) je značajna jer se više koncentrirala na likove nego na radnju. Njegove drame smatraju se pretečom Čehovljevih drama. Pisemskijeva najznačajnija drama Gorka sudbina (1859.; Gor’kaja sud’bina) govori o tragičnoj ljubavnoj aferi između zemljoposjednika i oženjene seljanke. Tolstojeva mračna drama Vlast tame (1888.; Vlast’ tmij) prikazuje brutalnost života na selu.
Anton Pavlovič Čehov je na kraju stoljeća unio znatne promjene u dramu, kao i u kratku priču. Kao i kratke priče, njegove drame odvajaju se od tradicionalnih ideja i pravila. Njegove drame sadrže osjećaj promjena u svakodnevnom životu, a sadrže i neplanirani dijalog i malo dramatičnih scena. Iako njegova drama Galeb (1896.; Čajka), završava samoubojstvom jedne od glavnih junakinja, ono se događa izvan scene tako da bezbrižno čavrljanje likova umanjuje dramsku vrijednost tog događaja. Njegov Ujak Vanja (1899.; Djadja Vanja) prikazuje besmislenost i ispraznost provincijskog života. Tri sestre (1901.; Tri sestri) također prikazuju tužnu i tragičnu temu, no ona je prekrivena komičnim apsurdnostima. Čehovljeva zadnja drama Višnjik (1904.; Višnjevi sad) napisana je tako da ne dopušta gledatelju da bude obuzet jednim osjećajem predugo. Iako se Čehovljeve drame ne mogu prepričati u jednoj rečenici, one se sve bave izgubljenim iluzijama i mogu izazvati različite osjećaje.

### Srebrno doba
Tijekom 1880-ih literarni temperament počeo se mijenjati. Tijekom posljednjih 40 godina književnošću je dominirao (socijal)realizam, a on se očitovao uglavnom kroz roman. No, književnici su se počeli buniti protiv realizma. Era romana je završila - Dostojevski i Pisemski umrli su 1881., Turgenjev 1883., a Tolstoj se nakon duhovne krize odaljio od romana. Iako su romani i dalje pisani, kratka fikcija i poezija bile su glavne književne vrste tog doba, koje je znano kao Srebrno doba. Nastali su novi prozni oblici, a pokreti kao impresionizam i simbolizam postupno su zamijenili realizam. Poezija je prošla kroz najveće promjene. Došla je nova generacija pjesnika koji su svoju inspiraciju nalazili u zapadnjačkom simbolizmu. Ovaj period znan je kao period koji je rusku umjetnost predstavio ostatku svijeta. 

#### Simbolizam
Simbolizam je dominirao ruskom književnošću od 1893. do 1914. Iako je to bio kompleksan pokret s mnogo varijacija, sve grane su imale zajedničku osnovu. Simbolizam se suprotstavljao realizmu tvrdeći da umjetnost nije realna, već simbolična. Simbolisti su veću važnost pridavali individualcu, tako da se njihova umjetnost nije previše bavila socijalnim problemom. Kao i romantičari, simbolisti su težili obnavljanju religioznog senzibiliteta u umjetnosti. Oni su umjetnost gledali kao sredstvo koje otkriva pravu esenciju života.
Valerij Jakovljevič Brijusov je upoznao Rusiju sa simbolizom. On je kroz svoje eseje uveo simbolizam u rusku književnost. Pisac Andrej Belij pokušao je napisati manifest simoblizma, ne kao književnog, već kao i duhovnog pokreta. Njegova poezija obilježena je odvažnim eksperimentima s ritmom i zvukom. Vjačeslav Ivanovič Ivanov gledao je pjesnika kao čovjeka koji stvara mitove i pokušava dotaknuti božansku harmoniju. Najnadareniji simbolist zasigurno je bio Aleksander Aleksandrovič Blok. Njegova ritmična poezija spaja osobno s univerzalnim, spajajući elemente svakodnevnog i mitološkog. Njegovo najveće djelo, Dvanaestorica (1918.;  Dvenadcat) briljantno prikazuje atmosferu u Sankt-Peterburgu kroz koji prolazi vojska nakon Ruske revolucije.
No, simbolizam nije bio isključivo pjesnički pokret. Dmitrij Sergejevič Merežovski napisao je dosta povijesnih romana u simbolističkom stilu. Brijusov je također pisao simbolističke kratke priče. Fjodor Sologub, koji je zapravo bio pjesnik, napisao je i jedan roman, Bijedni demon (1907.; Melkij bes). To je skoro pa i klinička studija o paranoji koju radi učitelj u školi. Najbolji simbolistički roman je Petrograd (1913. – 1922.; Peterburg) Andreja Belija. Taj roman prikazuje Sankt-Peterburg na jako satiričan način. Taj roman je u isto vrijeme i politički i obiteljski i filozofski i povijesni roman.

#### Akmeizam
Godine 1909. i 1910. započela je revizija simbolizma. Ta revizija razvila se u pokret znan kao akmeizam, kojeg su predvodili Mihail Aleksejevič Kuzmin i Nikolaj Stepanovič Gumiljov. Akmeisti su govorili da je bit poezije ljepota i jasnoća. 
Iako akmeizam nije dugo postojao kao organizirani pokret, "proizveo" je jedne od najboljih ruskih pjesnika XX. stoljeća: Anu Andrejevnu Ahmatovu i Osipa Emiljeviča Mandeljštama. 
Pjesme koje je Ahmatova napisala, kao Rekvijem (1963.; Rekviem) i Poema bez heroja (1962.; Poema bez geroja), prikazuju njezinu vlastitu tragičnu sudbinu kroz rusku povijest. Osip Mandeljštam je pisao poeziju koja veliča ljudske vrline u boju s tadašnjim teškim vremenima. Njegov život prerano je završen zbog uhićenja i smrti u zatvoreničkom kampu 27. prosinca 1938.

#### GrupaZnanie
Skupina autora iz XIX. stoljeća koji nisu slijedili moderne pravce, nego su se koliko-toliko držali realizma znani su kao skupina Znanie (Znanje) jer su se okupljali u izdavačkoj kući istog imena. Kratke priče Aleksandra Ivanoviča Kuprina uglavnom su pripovijedale o tadašnjim socijalnim problemima. Leonid Nikolajevič Andrejev je u svoje vrijeme bio jeko popularan, no njegove pesimistične i morbidne priče danas nisu jako popularne. Ivan Aleksejevič Bunjin je uglavnom pisao pjesme i kratke priče, a 1933. postao je prvi ruski književnik koji je dobio Nobelovu nagradu za književnost.
Najznačajniji autor iz ove grupe je Aleksej Maksimovič Pješkov poznatiji kao Maksim Gorki. Bio je značajan kao prozaik, ali i dramatičar. Njegova drama Na dno (1902.; Na dne) zahtjeva simpatiju prema ljudima koji se nalaze u hostelu gdje se radnja događa. Gorki je agitirao protiv carizma, tražio društvo revolucionara narodnjaka i branio interese siromašnih. Gorkijev roman Mati (1907.; Mat’) je propagandno i književno djelo. U njemu je Gorki pokušao stvoriti idealnog revolucionarnog heroja. Ovo djelo je kasnije postalo prototip socijalrealističkog romana. Gorkijevo najčitanije djelo je njegova autobiografija u tri dijela, koju čine Djetinjstvo (1913. – 1914.; Detstvo), Među ljudima (1915. – 1916.; V ljudjah) i Moji sveučilišni dani (1923.; Moj universitetj). Oni prikazuju njegov put od, kako on to zove, "dubina" društva do zrelosti i odgovornosti.

## Ruska književnost tijekom Sovjetskog Saveza
U Rusiji se 1917. dogodio događaj koji je transformirao državu, a znan je kao Ruska revolucija. Tadašnji vladar Nikola II. svrgnut je i ubijen, a na vlast je došao Vladimir Iljič Uljanov Lenjin i komunisti. Nakon građanskog rata 1922. cijela Rusija je ujedinjena u jedinstvenu državu koja je postojala do 1991., a znana je kao Savez Sovjetskih Socijalističkih Republika.

### Ruska revolucija 1917. i nakon nje
Nagla promjena vlasti i građanski rat su imali kaotične posljedice na rusku kulturu. Neki značajni pisci kao Kuprin, Andrejev i Bunjin su napustili SSSR shvativši da će režim kontrolirati književnost. No, nastala je nova grupica pisaca koji su imali bar male simpatije prema revoluciji. Oni pisci koji su podržavali režim ujedinjavali su se u organizacije kao što su Proleterska kulturna i obrazovna organizacija (Proletkult) i Savez ruskih proleterskih pisaca (RAPP). Njihov cilj bio je stvaranje nove proleterske kulture u skladu s novom državom. Iste te grupe željele su svoje ideje prenijeti i na nezavisne pisce. Tadašnja vlada još nije bila spremna prihvatiti određene književne norme, tako da je književnost tijekom 1920-ih bila manje pod kontrolom režima. No, već tijekom 1930-ih, sovjetski režim zahtijevao je od pisaca da pišu djela koja promoviraju komunistički režim. Zvijezda tog razdoblja bio je Nikolaj Ostrovski sa svojim autobiografskim romanom Kako se kalio čelik u kojem je opisao Ruski građanski rat i sovjetsku revoluciju. 

#### Poputčik (Drugovi putnici)
Tijekom 1920-ih skupina pisaca je prihvatila komunizam i postali su samo komunistički pisci. Ta skupina znana je kao Poputčik (Drugovi putnici). Ti pisci su stvorili neke od najoriginalnijih djela tog perioda. Njihova djela bave se problemima prilagođavanja nakon Ruske revolucije, no na različite načine. Jevgenij Ivanovič Zamjatin pisao je mnoge zanimljive kratke priče i romane, od kojih je najpoznatiji Mi (1924.; Mij), u kojima je prethodio utopijskim idejama u romanima Aldousa Huxleyja i Georgea Orwella. Isak Emanuilovič Babelj je pisao kompaktne priče koje sakrivaju nasilje revolucije. Juri Karlovič Oleša je znan po svom romanu Zavist (1927.; Zavist’) koji govori u životu u postrevolucionarnoj Rusiji. Romani Leonida Mironoviča Leonidova također se bave posljedicama revolucije i građanskog rata.

#### Poezija
Pisci koji su svoj ugled izgradili do 1917., kao Ahmatova i Mandeljštam, nastavili su pisati. No tijekom 1930-ih su imali probleme jer je režim zahtijevao da pišu poeziju u skladu s ideologijom. Mandeljštam je 1938. uhićen, te je iste godine preminuo, a slava Ane Ahmatove sve je više opadala. Vladimir Vladimirovič Majakovski je jedan od najoriginalnijih pjesnika tog doba, koji je pisao u skladu s ideologijom. On je već prije revolucije stekao ugled briljantnog futurista. Njegova djela sadrže i privatne, ali i narodne motive. No sve njegove pjesme bile su propaganda novog režima. No, osim pjesama napisao je i dvije drame koje satiriziraju sovjetsku birokraciju. Majakovski je svoj život završio samoubojstvom 14. travnja 1930.
Boris Leonidovič Pasternak, jedna od glavnih figura sovjetske književnosti, slavu je također stekao prije revolucije. Svoju slavu kao pjesnik stekao je objavljivanjem zbirke Sestra moja, život (1922.; Sestra moja, žizn’), koja sadrži pjesme koje slave prirodu i ljubav. Pasternak je često koristio kolokvijalni jezik i zastrašujuće slike, no sve to je bilo kontrolirano. Osim zbirke Teme i varijacije (1923.; Temij i variacij), Pasternak je tijekom 1920-ih uglavnom pisao epsku i narativnu poeziju. Kada je Unija književnika preuzela kontrolu nad literaturom, Pasternak je priznat kao velik talent, no i dalje se odupirao komunističkoj književnosti tako da je nakon 1935. prestao objavljivati zbirke. Dvije nove zbirke tiskao je tijekom Drugog svjetskog rata kada je kontrola režima malo popustila. Nakon rata, kada je kontrola ponovo ojačala, Pasternak se povukao i počeo raditi na svom remek-djelu Doktoru Živagu (1957.).

#### Emigrantska književnost
Nakon revolucije, mnogi ruski književnici su napustili Rusiju i otišli u Europu ili SAD. Pariz je postao centar emigrantskih intelektualaca, ali i Berlin i drugi europski gradovi su bili središta emigrantskog života. Bunjin, Kuprin, Merežkovski, Jevgenij Zamjatin (Mi, 1921.), Vjačeslav Ivanov i Marina Ivanovna Cvetajeva su nastavili pisati na isti način kao što su ti radili i u Rusiji. Najoriginalniji novi talent među emigrantima bio je Vladimir Vladimirovič Nabokov. Najznačajniji od devet ruskih romana što ih je napisao u Berlinu su Dar (1937. – 1938.) i Poziv na pogubljenje (1938.; Priglašenje na kazn’). Dar satirizira emigrantski život, ali i istražuje umjetnost i stvaranje. Poziv na pogubljenje je kompleksan, nadrealistički roman koji se bavi ograničenim zaključcima junaka i znanjem autora. Nabokov se 1940. preselio u SAD gdje je počeo pisati na engleskom. Tamo je nastalo njegovo najznačajnije djelo, roman Lolita (1955.). Svojim djelovanjem u SAD-u Nabokov je postao jedan od ključnih američkih književnika.

### Socijalrealizam
Tijekom 1920-ih godina, toleranciju režima je uživalo relativno puno književnih grupacija. Ova je tolerancija prestala konsolidacijom moći Josifa Staljina koji je planirao stvoriti plansku ekonomiju i kolektivizirano, disciplinirano društvo. Godine 1932., vlast je ukinula sve nezavisne književne skupine i zamijenila ih jednom, državnom, znanom kao Unija sovjetskih književnika. Nezavisne novine i izdavačke kuće također su nestale, a na prvom je sastanku Kongresa književnika 1934. socijalrealizam etabliran kao jedina dozovljena umjetnička struja. U praksi je socijalrealizam značio portretiranje i prikazivanje sovjetske stvarnosti iz očiju KPSS-a. Socijalrealizam će službena struja ostati na snazi sljedećih 50 godina. 
Kao "oca" socijalrealizma slavilo se Maksima Gorkog i njegov roman Mati, no kritičari su često znali navoditi i druge partijski orijentirane autore 1920-ih kao primjere socijalrealizma u književnosti. Među te su autore spadali Dmitrij Furmanov i njegov roman Čapajev (1923.; rus. izvornik Čapajev), Fjodor Gladkov s romanom Cement (1925.; rus. izvornik Cement) i Aleksandar Fadejev s romanom Devetnaest (1927.; rus. izvornik Razgrom). Ipak, najznačajnije djelo socijalrealizma je četverodijelni ciklus Tihi Don (1928. – 1940.; rus. izvornik Tihi Don) Mihaila Aleksandroviča Šolohova. Ovaj ciklus prikazuje život Kozaka od 1914. pa dve do građanskog rata. U svom djelu, Šolohov građanski rat, u kojemu su se Kozaci borili protiv Crvene armije, portretira zapanjujuće objektivno, dok se u svom kasnijem djelu, Uzorana ledina (1932. – 1960.; rus. izvornik Podnjataja celina) više približio sovjetskoj političkoj doktrini odabranom tematikom agrikulturalne kolektivizacije, no to je djelo puno manje uspješno kao književna cjelina. 
Stroga režimska kontrola natjerala je neke renomirane autore, kao što su Ahmatova, Mandeljštam, Pasternak, Oleša i Babelj, da se posvete sigurnijim djelatnostima kao što su prevođenje ili književnost za djecu, ili da se pak potpuno otklone od književnosti. Drugi svjetski rat jest donio malo popuštanje, no ne i preveliku plodnost, no ipak su se pojavila neka poznatija djela s patriotskom tematikom kao što su romani Dani i noći (1943. – 1944.; rus. izvornik Dni i noći) Konstantina Simonova i Mlada garda (1945.; rus. izvornik Molodaja gvardija) Aleksandra Fadejeva. No, nakon završetka rata, socijalrealističke tendencije provođene su još strože od 1946. pa do Staljinove smrti 1953. godine, te su tako te godine bile najbljeđe u ruskoj književnosti XX. stoljeća.

## Ruski dobitnici Nobelove nagrade za književnost
Ovi ruski književnici su zbog svog rada na tom području nagrađeni Nobelovom nagradom za književnost:
- 1933. - Ivan Aleksejevič Bunjin
- 1958. - Boris Leonidovič Pasternak (odbio nagradu)
- 1965. - Mihail Aleksandrovič Šolohov
- 1970. - Alekdandar Isajevič Solženjicin
- 1987. - Joseph Brodsky (Ruski Amerikanac, pisao na ruskom i engleskom)

## Vanjske poveznice
- Enciklopedija sovjetskih pisaca
- E-knjižnica ruske književnosti (rus.)
- Informacije i kritike ruske književnosti  Arhivirana inačica izvorne stranice od 12. ožujka 2012. (Wayback Machine)
- Povijest ruske književnosti
- Nacionalni server suvremene ruske poezije
- Ruska književnost na zajedničkom poslužitelju